# スペースシャトル・パスファインダー

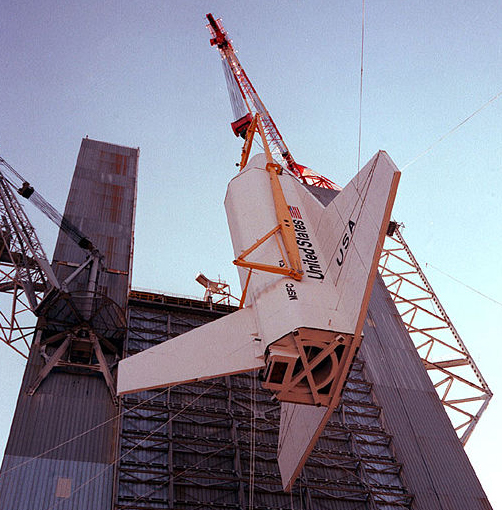
初代パスファインダー

スペースシャトル・パスファインダー（Space Shuttle Pathfinder）は、NASAが作ったスペースシャトル取扱確認用のオービターの模型と、それを改造して日本企業が作った展示用のオービターの模型につけられた名称である。

## 取扱確認用の模型
- 通称「パスファインダー」
  - オービター・シミュレータ、機体番号なし
  - 本来のものは1977年に木材と厚紙で製作された、実物のシャトルとほぼ同じ大きさの簡略な模型で、主にマーシャル宇宙飛行センターとケネディ宇宙センター内のさまざまな施設で機体の大きさや取扱手順の確認のために使用された。パスファインダーというのも正式な名称ではなく、文字通り「先駆者」としての役割を果たす同模型につけられた通称だった。

## 展示用の模型
- パスファインダー（Pathfinder）
  - 展示用オービタ、名誉機体番号 STA-098
  - 1983年に日本の企業が「大スペースシャトル展」を開催するにあたり、保管されていたパスファインダーを元に外観を細部まで詳細に復元した金属製の実物大シャトル模型を製作[1]した。
  - 同模型は同年6月から14ヵ月にわたって東京・大阪・名古屋で開催された同シャトル展で好評を博したあと、アラバマ州ハンツビルの合衆国宇宙ロケットセンターに寄贈された。同センターではこの模型に二代目「パスファインダー」の名称と名誉機体番号として STA-098 を正式に贈り、オービタの先駆者として歴代シャトルにその名を連ねさせた。パスファインダーの意味は「先駆者」。現在ではこれに、外部燃料タンクの試作品（MPTA-ET）と、チャレンジャー事故後に新たに開発された新型固体ロケットブースタの試作品を装着して、同センターの中庭に展示されている。